# Richard Searfoss
Richard Alan Searfoss (Mount Clemens, 5 giugno 1956 – Bear Valley Springs, 29 settembre 2018) è stato un astronauta statunitense. Partecipò alle missioni spaziali Shuttle STS-58, STS-76 e STS-90, due come pilota e una come comandante.